# Meinhartschlag
Meinhartschlag ist eine Ortschaft und eine Katastralgemeinde der Gemeinde Schweiggers im Bezirk Zwettl in Niederösterreich.

## Siedlungsentwicklung
Zum Jahreswechsel 1979/1980 befanden sich in der Katastralgemeinde Meinhartschlag insgesamt 10 Bauflächen mit 7.634 m² und 8 Gärten auf 6.050 m², 1989/1990 gab es 12 Bauflächen. 1999/2000 war die Zahl der Bauflächen auf 23 angewachsen und 2009/2010 bestanden 14 Gebäude auf 24 Bauflächen.

## Bodennutzung
Die Katastralgemeinde ist landwirtschaftlich geprägt. 82 Hektar wurden zum Jahreswechsel 1979/1980 landwirtschaftlich genutzt und 27 Hektar waren forstwirtschaftlich geführte Waldflächen. 1999/2000 wurde auf 82 Hektar Landwirtschaft betrieben und 27 Hektar waren als forstwirtschaftlich genutzte Flächen ausgewiesen. Ende 2018 waren 80 Hektar als landwirtschaftliche Flächen genutzt und Forstwirtschaft wurde auf 29 Hektar betrieben. Die durchschnittliche Bodenklimazahl von Meinhartschlag beträgt 24,6 (Stand 2010).